# KZ Kuhlen

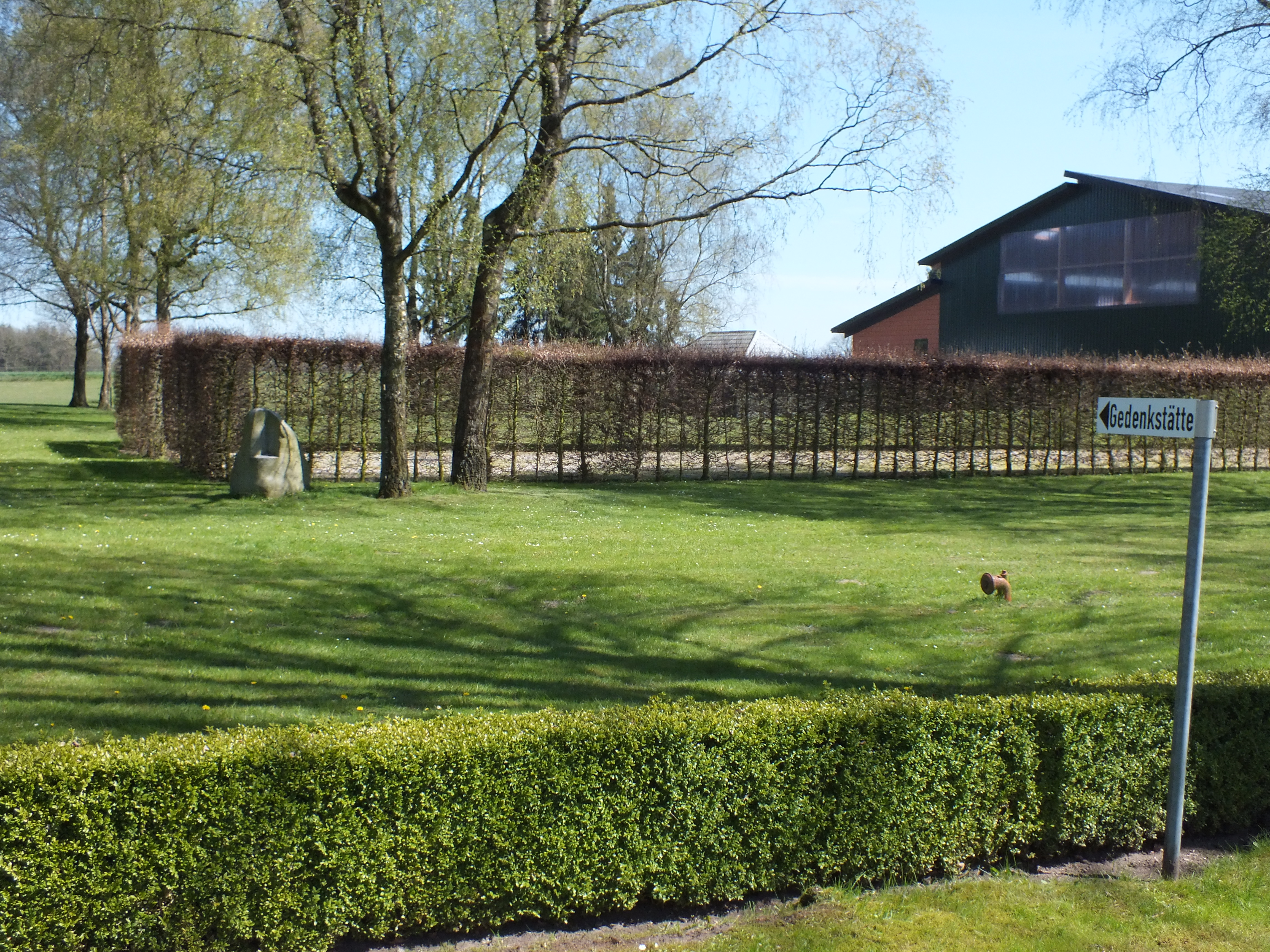
Gedenkstätte KZ Kuhlen

Das Konzentrationslager Kuhlen war ein frühes („wildes“) Konzentrationslager in Kuhlen bei Rickling in Schleswig-Holstein, es bestand vom 18. Juli 1933 bis 27. Oktober 1933. Bei den Inhaftierten handelte es sich meist um Kommunisten und Sozialdemokraten.

## Vorgeschichte
1883 errichtete der Landesverein für Innere Mission Schleswig-Holstein die Arbeiterkolonie Rickling. In den folgenden Jahren wurde hier Arbeitssuchenden Unterkunft und Verpflegung für ihre Arbeitsleistung geboten. Ziel war es, die Arbeitssuchenden in feste Arbeitsverhältnisse zu vermitteln und an ein regelmäßiges Leben zu gewöhnen. Der 1920 dann als Eigentum erworbene Hof umfasste ca. 200 ha und bestand vor allem aus großen Moor- und Sumpfflächen.
Im Jahr 1931 nahmen bereits fast 200 Personen an Arbeitseinsätzen in der Landwirtschaft des nahe gelegenen Gutes Kuhlen teil, bevor ab November 1931 die „sinnvollen Tätigkeiten“ dann im Rahmen des Freiwilligen Arbeitsdienstes (FAD) ausgeübt werden sollten. Da in den beiden bestehenden Häusern zunehmend psychisch Kranke aus der Schleswiger Landesheilanstalt aufgenommen wurden, wurde am 31. Januar 1932 wegen Platzmangels die zusätzliche Baracke „Falkenried“ in Betrieb genommen. Am 12. Juli übernahm dann die NSDAP das Arbeitsdienstlager Kuhlen/Falkenried. Ab August 1932 befanden sich 14 SA-Leute der Standarte 213 Segeberg als Erntehelfer und Hofarbeiter auf dem Gutshof.

## Errichtung des Konzentrationslagers
Mitte Juli 1933 wies der damalige Landrat Waldemar von Mohl die ersten Häftlinge in das SA-Lager. Über das Lager auf dem Gelände der Rickling-Kuhlen Anstalten wurde am 15. Juli 1933 auf der Titelseite des Segeberger Kreis- und Tageblattes berichtet:
„Das Konzentrationslager in Rickling bietet Raum für 60 und dazu mäßige Kost und Kultivierungsarbeiten in Hülle und Fülle. Wir werden diese Saböteure [sic] des Aufbaues volkswirtschaftlich nützliche Arbeit verrichten lassen. Damit der Geist dabei nicht verkümmert, wird ein langjähriger Parteigenosse Lager-Kommandant Diakon Othmar Walchensteiner nationalsozialistisches Gedankengut gratis reichen.“
Die offizielle Adresse lautete: „Landesverein für Innere Mission, Abteilung Konzentrationslager Kuhlen“.
Die Häftlinge waren zwischen 18 und 63 Jahre alt und kamen meist aus Holstein. Zu den frühesten Verhafteten gehörten Anhänger von SPD und KPD. Unter den Häftlingen waren auch Opfer alter Abrechnungen zwischen NS-Formationen, wie z. B. Helgoländer Nationalsozialisten, die vom dortigen NSDAP-Ortsgruppenleiter Karl Meunier dorthin verbracht wurden, sowie Opfer von Denunziation und Polizeiwillkür. Der prominenteste Häftling war Reinhold Jürgensen aus Elmshorn, der im Dezember 1934 im KZ Fuhlsbüttel ermordete KPD-Reichstagsabgeordnete. Während der drei Monate des Bestehens waren 189 Häftlinge in dem Lager, wobei im Lager durchschnittlich 90 Menschen inhaftiert waren.

## Die Organisation des Lagers
Das eigentliche Konzentrationslager bestand ab 27. Juli 1933 bis zur Auflösung nur aus der ehemaligen FAD-Baracke „Falkenried“. Im Inneren gab es vier Schlafräume mit je 16 m², einen Speisesaal sowie Aufenthaltsräume des Wachpersonals. Das Gebäude mit dem kleinen Vorplatz war nicht umzäunt, das Gelände wurde durch die zwischen den Kuhlener Gebäuden befindlichen Wege bestimmt.
Neben dem SS-Mann Othmar Walchensteiner, der bereits 1925 in die NSDAP eingetreten war und schon vor 1933 in verschiedenen Einrichtungen der Inneren Mission tätig war, gab es als Wachpersonal mindestens neun SA-Männer und einen SS-Mann, der auch als Vertreter des Kommandanten fungierte. Nebenamtlicher KZ-Verwaltungsleiter war der Diakon Franz Schuba. Der Verein führte das KZ-Konto und bezahlte den Lohn der Bewacher und des Kommandanten aus der Kasse des Landesvereins für Innere Mission. Die ärztliche Versorgung und die Verpflegung von Personal und Häftlingen wurden ebenfalls von der Inneren Mission übernommen.
Die Häftlinge mussten elf Stunden täglich für den Landesverein arbeiten. Hauptsächlich handelte es sich um Feldarbeit und um Arbeit für das Torfwerk Kuhlen. Neben den Erträgen dieser Wirtschaftsbetriebe erhielt die Innere Mission noch die festgelegte staatliche Kostenerstattung von 1,50 Reichsmark pro Tag und Häftling für „Verpflegung, Wachmannschaften und Nebenkosten“. Vergeblich verlangte der Landesverein für Innere Mission 1,65 RM Kostenerstattung.

## Die Auflösung des Lagers
Am 13. Oktober 1933, drei Tage vor dem Verbot der kommunalen und SA-Lager, wurde das KZ Kuhlen aufgelöst. Die meisten Häftlinge kamen frei, aber etwa 40 Häftlinge wurden in die Emslandlager überführt, wo einige bald starben.
Die meisten SA-Wachmänner blieben, zunächst als Landarbeiter für die Innere Mission, nach Kriegsbeginn als Bewacher deportierter Zwangsarbeiter. In die Baracke zogen Alkoholiker ein, Betreuer wurde vorübergehend der ehemalige KZ-Kommandant Walchensteiner. Später wurde er „politischer Schulungsleiter“ des Landesvereins für Innere Mission. Im März 1935 schied er aus, weil er sich der Deutschen Glaubensbewegung angeschlossen hatte, die das Christentum ablehnte. Die Innere Mission drückte ihm nach der Auflösung des KZ die „Anerkennung für die erfolgreiche Durchführung der Ihnen gestellten, sicher nicht leichten Aufgabe“ aus. Walchensteiner wurde 1941 SS-Obersturmführer und Gebietskommissar einer „SS-Einsatzgruppe“ in Russland, wo er 1943 fiel.

## Nach 1945
Das KZ Rickling war nach 1945 zweimal Prozess-Gegenstand: 1948 wurde der Stellvertreter des Kommandanten, ein SS-Adjutant aus Neumünster, in Kiel zu einer kurzen Haftstrafe verurteilt. 1976 wurden einem Ex-Gefangenen nach sechsmonatigem Rechtsstreit für seine Haft zwei Monate Rentenausfallzeit anerkannt (eine Wiedergutmachung durch die Innere Mission war nie ein Thema). Obwohl eine 1957 publizierte Karte aller bekannten NS-Konzentrationslager ein nicht näher erklärtes Lager „Rickling“ aufführt, wurde die Existenz des KZ Kuhlen erst 1986 durch eine im Selbstverlag herausgegebene Publikation des Diakons Peter Sutter in Rickling der Öffentlichkeit bekannt. Eine nachhaltige Reaktion der Inneren Mission blieb zunächst aus; in einer Festschrift von 1975 hieß es noch, das KZ Kuhlen sei ein „Konzentrationslager der NSDAP“ gewesen.

## Gedenkstätte
Der Standort der Lagerbaracke ist heute im Gelände als großes Rechteck von 40 mal 11 Meter durch eine Buchenhecke markiert. Im Kies des Innenbereichs befindet sich eine Bronzetafel mit der Inschrift: „Fundament der Baracke des Konzentrationslagers Kuhlen. Hier waren von Juli bis Oktober 1933 etwa 200 Männer, fast alle aus Schleswig-Holstein, gefangen. Sie gehörten zu den Ersten, die unter dem Unrechtssystem der Nationalsozialisten litten. Vergib uns unsere Schuld!“